# Люба Велич
Люба Ангелова Величкова, с артистично име Люба Велич (на немски: Ljuba Welitsch), е българо-австрийска оперна певица (сопран) и актриса, работила дълго време в Австрия и в Съединените щати. Тя е най-известна с изпълнението на главната роля в операта „Саломе“.

## Биография
Люба Велич е родена на 10 юли 1913 година в село Борисово (днес Славяново), Поповско. Баща ѝ е преселник от Македония, а майка ѝ Радка е потомка на видно местно семейство, два пъти хаджии. До завършване на основното си образование помага активно в селскостопанската работа. Волята на баща ѝ е да спре с учението, но тя, подкрепяна от майка си, заминава тайно за шуменската гимназия. Шумен е град с големи музикални традиции и активен музикален живот, изнасят се не само публични концерти, но и в по-видните домове. Красивият глас на Люба прави впечатление, тя получава допълнителни уроци от учителката си, започва да учи и цигулка, китара, мандолина, търси нотни издания и разучава арии. В 1931 година в града е на посещение младият вокален педагог и певец Георги Златев – Черкин, завършил Виенската консерватория. Той я чува и ѝ предлага да отиде в София да учи оперно пеене, впечатлен от тембровото богатство и изключително красивия висок регистър на гласа ѝ. „Изключителната свежест на гласа. Глас, който излизаше от жив, жизнен и съдържателен човек, при това с тонове красиви, като да са от най-скъп „Страдивариус“.
След завършване на гимназията (1932) Люба, отново окуражавана от майка си, заминава за София. Намира си работа като възпитателка в детска градина. Отива в Операта с желание да бъде прослушана и веднага е ангажирана за хористка, с договор и за малки солови партии. Георги Златев-Черкин започва да ѝ дава безплатни уроци три пъти седмично. Поканена е да пее в хора на катедралата „Св. Александър Невски“ от диригента, намиращ гласа ѝ „наистина ангелски“, там поема и някои сола.
Наред с гласа си, певицата прави голямо впечатление и с артистичността си. Директорът на Народния театър ѝ предлага да я включи в трупата, но режисьорът от Народната опера Драган Кърджиев е категоричен, че тя трябва да остане в операта и да не се разпилява. В Люба Величкова надделява любовта към музиката.
Първата ѝ поява на оперната сцена е в малка роля през 1934 година. „Стъпих съвсем нормално на сцената. Без уплаха. Сцената почувствах толкова близка и скъпа, че изведнъж заживях в нейния водовъртеж, пожелах тази сцена да стане моя съдба“. Педагогът ѝ Георги Златев-Черкин решава, че тя и още някои от учениците му трябва да продължат да се усъвършенстват при неговия професор Тео Лилхамер във Виенската консерватория. На Люба, която живее бедно, самият той ѝ купува билета до Виена и обратно.
Професор Лилхамер е възхитен от българските гласове и от работата на своя ученик Георги Златев-Черкин. Предлага почти на всички да учат при него в Консерваторията. Запознат от Черкин с положението на Люба, той ѝ обещава безплатни уроци при него и съдействие при следването. Така тя започва учението си във Виена, живеейки крайно скромно, получавайки от Лилхамер по пет шилинга на седмица за храна. Следването в Консерваторията е шест години, но Люба Велич се справя толкова добре, че за една година усвоява материала за три. Приета е в четвърти курс, а след втората година ѝ връчват диплома. По време на следването тя прави записи във Виенското радио на песни от Добри Христов и Георги Златев-Черкин.
След дипломирането си получава покани от виенската Щатсопер, при това за централни роли, и от операта в Грац. Тя е изкушена да приеме предложението на Виенската, но се вслушва в съвета на учителя си професор Лилхамер да започне от Грац. Дебютът ѝ е на 20 септември 1937 година в ролята на Неда от „Палячи“ на Леонкавало. Прави впечатление със свободната си игра и пластичност. Критиката я приветства: „Неда е наистина пълна с очарование, любов и свободомислие. Тя е така жива и привлекателна, като че изпълнена на едно дихание“. С тази и следващите роли става любимка на публиката. Пее в „Бохеми“ на Пучини – Мими и Мюзета, Дездемона в „Отело“ на Верди, Манон в „Манон Леско“, Ана Райх във „Веселите уиндзорки“, Розалинда от „Прилепът“, в опери на Вагнер, Рихард Щраус, Вебер и много други. За трите години на сцената в Грац (1937 – 1940) пресъздава 30 образа в 29 опери. Работи с диригентите Рудолф Моралд, Карл Бьом, Мерцедорфен, Рудолф Кемпе. В Грац тя започва и изявите си като камерна певица, за които критиката пише: „Ако очарованието на Люба Величкова като певица и актриса на оперната сцена е ослепително, то на камерния подиум тя ни очарова с искреността на изпълнението, с прелестта на гласа, със зашеметяващата чистота на тоновете, които са така благородни и завладяващи, че изпитваме чувството като да сме на тържествена коледна литургия“.
От 1940 година Люба Велич вече гастролира – в оперите в Дрезден, Мюнхен, Хамбург, Грац, Братислава. Ролята на Мадам Бътерфлай е нов етап от певческото ѝ развитие. За първи път се включва и в крупни вокално-симфонични творби („Реквием“ на Верди). През 1944 година почти всички оперни театри в Австрия затварят. Люба и други артисти са мобилизирани на работа във фабрика. По спешност е поканена във виенската Щатсопер за ролята на Ариадна в премиерата на „Ариадна на Наксос“ от Рихард Щраус. При честванията на 80-годишнината на композитора е избрана за ролята на Саломе в едноименната му опера на сцената на Фолксопер, а след това и в Есен, и това се превръща в нейна коронна роля, донесла ѝ световна известност.
След установяването на комунистическия режим в България тя остава в Австрия и получава австрийско гражданство. През следващите години прекарва дълго време в Съединените щати, пеейки главно в „Метрополитън Опера“ в Ню Йорк.
През 1958 година, опасявайки се от възможно влошаване на гласа си, Велич се отказва от активна музикална дейност. През следващите години тя се снима в киното и в телевизионни сериали.
Люба Велич умира на 1 септември 1996 година във Виена.

## Памет
На Люба Велич е наречена улица „Люба Величкова“ в квартал „Хладилника“ в София (Карта).